# 科迪·米勒
科迪·米勒（英語：Cody Miller，1992年1月9日—），美國游泳運動員，主要擅長蛙泳。在2016年奧運會上，他代表美國獲得男子100米蛙泳賽事的季軍。他也參加了2015年世界游泳錦標賽等賽事。